# Alopecosa fulvastra
Alopecosa fulvastra este o specie de păianjeni din genul Alopecosa, familia Lycosidae, descrisă de Caporiacco, 1955.
Este endemică în Venezuela. Conform Catalogue of Life specia Alopecosa fulvastra nu are subspecii cunoscute.